# Magellan űrszonda
A NASA Magellan űrszondája több mint négy évig gyűjtött adatokat a Vénuszról. A bolygó felszínének 98%-át térképezte fel radar segítségével és 95%-ról készített gravitációs térképet.

## Küldetés
A Magellán 1989 májusában indult a Kennedy Űrközpontból az Atlantis űrrepülőgéppel (STS–30). 1990 augusztusában állt Vénusz körüli pályára. A küldetés 4 éve alatt több mint 15000-szer kerülte meg a Vénuszt. 1994 szeptemberében a Szélmalom kísérletben a szonda a felső légkör sűrűségét mérte.
A tudományos küldetés fázisai:
(zárójelben a kezdés dátuma)
- 1. ciklus (1990. szeptember 15.): radartérképezés;
- 2. ciklus (1991. május 15.): radartérképezés;
- 3. ciklus (1992. január 15.): radartérképezés;
- 4. ciklus (1992. szeptember 14.): gravitációs adatok gyűjtése;
- Levegőfékezés körpályára (1993. május 24.);
- 5. ciklus (1993. augusztus 3.): gravitációs adatok gyűjtése;
- Szélmalom kísérlet (1994. augusztus 30.);

A küldetés lejárta után, 1994. október 11-én földi utasításra csökkenteni kezdte pályamagasságát, belemerülve a Vénusz légkörébe. Október 12-én szakadt meg a kapcsolat a szondával. Másnap a sűrű légkörben elégett.

### Magyar oldalak
- A Magellán űrszonda[halott link]

### Külföldi oldalak
- A Magellán űrszonda az NSSDC honlapján
- Magellan Fact Sheet
- Magellán képek a Vénuszról